# Cerdistus neoclaripes
Cerdistus neoclaripes är en tvåvingeart som först beskrevs av Hardy 1921.  Cerdistus neoclaripes ingår i släktet Cerdistus och familjen rovflugor. Inga underarter finns listade i Catalogue of Life.